# Styrax fraserensis
Styrax fraserensis  es una especie de planta fanerógama perteneciente a la familia Styracaceae. Es endémica de  Malasia. 

## Taxonomía
Styrax fraserensis fue descrita por Putz & Ng y publicado en  Malaysian Forester 40: 249 1977.
Etimología
Styrax: nombre genérico que deriva del nombre griego clásico utilizado por Teofrasto derivado de un nombre semítico para estas plantas productoras de resina de la que se recopila el estoraque.
fraserensis: epíteto